# Pelin
 Ovo je glavno značenje pojma Pelin. Za otočić kod Sita pogledajte Pelin (otok).
Pelin (komunika; lat. Artemisia), rod jednogodišnjih, često aromatičnih biljaka, trajnica, polugrmova i grmova iz porodice glavočika (Compositae). Rodu pripada preko 480 vrsta, obično na sjevernoj polutki, od čega u Hrvatskoj 15 vrsta, a podvrsta Artemisia campestris ssp. campestris,  nije priznata nego je sinonim za A. campestris. Nijedna od ovih vrsta u Hrvatskoj nije endem.
Pelin je poznat po neugodnom gorkom okusu i karakterističnom mirisu (otuda dolazi poznata sintagma pelin i med), a kao ljekovita biljka (probava) poznata je još od starih Rimljana. Prema savjetima fitoterapeuta nikada ga se ne smije kuhati, nego preliti kipućom vodom.
Prema jednoj laboratorijskoj studiji, pelin ima antivirusni učinak na SARS-CoV-2, virus pandemije COVID-19.

## Vrste u Hrvatskoj
U Hrvatskoj su prisutne sljedeće vrste:
1. božje drvce ili gorkasti pelin (A. abrotanum), narodna imena: gorkasti pelin, Domac, R., 1994; sarčeno zelje, 1847; ozjenac pitomi, 1847; božje drivo, 1847; vunasti kravjak, Schlosser, J.C.K. i Vukotinović, Lj., 1876; kravjak, Schlosser, J.C.K. i Vukotinović, Lj., 1876; talac, Schlosser, J.C.K. i Vukotinović, Lj., 1876; božje drievce, Šulek, B., 1879; božji drevac, Šulek, B., 1879; brodan, Šulek, B., 1879; brotan, Šulek, B., 1879; brodnjak, Šulek, B., 1879; ciper, Šulek, B., 1879; ciper divji, Šulek, B., 1879; drevce blažene djevice Marije, Šulek, B., 1879; drjevinka, Šulek, B., 1879; drvce, Šulek, B., 1879; metica božja, Šulek, B., 1879; neven turski, Šulek, B., 1879; pelin mirisni mužki, Šulek, B., 1879; srčano zelje, Šulek, B., 1879; zelje od gujah, Šulek, B., 1879; ždribac, Šulek, B., 1879; božja metica, Šulek, B., 1879; broda, Šulek, B., 1879; božje drievo, Schlosser, J.C.K. i Vukotinović, Lj., 1876; božje drvce, Gelenčir, J., 1991; divlji pelin, McVicar, J., 2006.
2. obični pelin ili gorski pelin ili pravi pelin (A. absinthium), narodna imena: gorski pelin, Domac, R., 1994; pelin, 1847; blieda češljiga, Schlosser, J.C.K. i Vukotinović, Lj., 1876; neven, Schlosser, J.C.K. i Vukotinović, Lj., 1876; obsienac, Šulek, B., 1879; ohsjenać, Šulek, B., 1879; oksjenac, Šulek, B., 1879; osjenac, Šulek, B., 1879; osjenać, Šulek, B., 1879; osinać, Šulek, B., 1879; pelen, Šulek, B., 1879; pelim, Šulek, B., 1879; pelinek, Šulek, B., 1879; žuhki pelin, Schlosser, J.C.K. i Vukotinović, Lj., 1876; đul, Gelenčir, J., 1991; absint, Anonymus, 1984; akšenac, Anonymus, 1984; gorčika; pravi pelin (Hr), Pahlow, M., 1989
3. sivkasti pelin (A. alba), narodna imena: sivkasti pelin, Domac, R., 1994; broda, 1847;  brodanj, Haračić, A., 1894; vršikasti pelin, Schlosser, J.C.K. i Vukotinović, Lj., 1876.
4. slatki pelin (A. annua), narodna imena: mirisni pelin, Domac, R., 1994; jednoljetni pelin, Schlosser, J.C.K. i Vukotinović, Lj., 1876.
5. grmoliki pelin (A. arborescens), narodna imena: grmoliki pelin, Domac, R., 1994; pelin bili, 1847; pelim veliki bili, Šulek, B., 1879; drvenasti pelin, Schlosser, J.C.K. i Vukotinović, Lj., 1876.
6. razciepkani pelin (A. austriaca), narodna imena: razciepkani pelin, Schlosser, J.C.K. i Vukotinović, Lj., 1876
7. santonika ili pelin morski (A. caerulescens), narodna imena: santonika, Domac, R., 1994;  pelin morski, 1847; polemorski, 1847; modrasti pelin, Schlosser, J.C.K. i Vukotinović, Lj., 1876;, šantonik, Kušan, F., 1956; santun, Horvatić, S., 1954.
8. divlja metlika ili poljski pelin (A. campestris), narodna imena: poljski pelin, Domac, R., 1994; metlika divja, Šulek, B., 1879; svilasti pelin, Schlosser, J.C.K. i Vukotinović, Lj., 1876.
9. estragonski pelin (A. dracunculus), narodna imena: estragonski pelin, Domac, R., 1994; predivina, Šulek, B., 1879; troskotnjača, Šulek, B., 1879; pelin tarkanj, Schlosser, J.C.K. i Vukotinović, Lj., 1876; estragon, Gelenčir, J., 1991; kozlac, Ortiz, E. L., 1998; trkanj, Ortiz, E. L., 1998; betram, Ortiz, E. L., 1998; zmijina trava, Ortiz, E. L., 1998; taragon, McVicar, J., 2006; francuski estragon, McVicar, J., 2006
10. primorski pelin (A. maritima), Narodna imena: primorski pelin, Domac, R.; pelin polemorski, Šulek, B., 1879; primoršćak, Haračić, A., 1894; ledinasti pelin, Schlosser, J.C.K. i Vukotinović, Lj., 1876.
11. odsenac ili rimski pelin (A. pontica), odsenac, Šulek, B., 1879; osjenac zminjak, Šulek, B., 1879; osjenać pitomi, Šulek, B., 1879; pelin iztočni, Šulek, B., 1879; pelin rimski, Šulek, B., 1879.
12. samunčica (A. santonicum), Narodna imena: samunčica, Šulek, B., 1879; samunčina, Šulek, B., 1879; sansumić, Šulek, B., 1879; sansunić, Šulek, B., 1879; semenčina, Šulek, B., 1879; semencina, Šulek, B., 1879; sementina, Šulek, B., 1879; simešce, Šulek, B., 1879.
13. šibasti pelin (A. scoparia), narodna imena: šibasti pelin, Domac, R., 1994; metva, 1847; metličasti pelin, Schlosser, J.C.K. i Vukotinović, Lj., 1876
14. obični ili divlji pelin A. vulgaris Narodna imena: obični pelin, Domac, R., 1994; komunika, 1847;, pelin černi, 1847; pelin černobilni, 1847; pelin divji, 1847; pisana metva, 1847; crnobil, Šulek, B., 1879; crnobilj, Šulek, B., 1879; crnobilnik, Šulek, B., 1879; ćoba, Šulek, B., 1879; ćopa, Šulek, B., 1879; ćopica, Šulek, B., 1879; groba, Šulek, B., 1879; komonjika, Šulek, B., 1879; martinščica, Šulek, B., 1879; metla crna, Šulek, B., 1879; metlikovina, Šulek, B., 1879; metljika crna, Šulek, B., 1879; metva marina, Šulek, B., 1879; osjenac divji, Šulek, B., 1879; osjenać divji, Šulek, B., 1879; pelin crni, Šulek, B., 1879; podloga, Šulek, B., 1879; podnoga, Šulek, B., 1879; umit, Šulek, B., 1879; zelje bilo, Šulek, B., 1879; metla metla, Šulek, B., 1879; komonika, Gelenčir, J.; Gelenčir, J., 1991;, divlji pelin, Anonymus, 1984
15. Od invazivnih vrsta prisutan je kineski pelin (A. verlotiorum), koji je u Hrvatskoj prvi puta zabilježen 1970. godine kod Zagreba.[4]

## Vrste
1. Artemisia abaensis Y.R.Ling & S.Y.Zhao
2. Artemisia abbreviata (Krasch. ex Korobkov) Krasnob.
3. Artemisia abolinii Lazkov
4. Artemisia abrotanum L.
5. Artemisia absinthium L.
6. Artemisia abyssinica Sch.Bip.
7. Artemisia adamsii Besser
8. Artemisia aflatunensis Poljakov ex U.P.Pratov & Bakanova
9. Artemisia afra Jacq.
10. Artemisia aksaiensis Y.R.Ling
11. Artemisia alba Turra
12. Artemisia albicans Sòn.Garcia, Garnatje, McArthur, Pellicer, S.C.Sand
13. Artemisia albicaulis Nevski
14. Artemisia aleutica Hultén
15. Artemisia algeriensis Filatova
16. Artemisia alpina Pall. ex Willd.
17. Artemisia amoena Poljakov
18. Artemisia amygdalina Decne.
19. Artemisia andersiana Podlech
20. Artemisia anethifolia Weber ex Stechm.
21. Artemisia anethoides Mattf.
22. Artemisia angustissima Nakai
23. Artemisia annua L.
24. Artemisia anomala S.Moore
25. Artemisia aralensis Krasch.
26. Artemisia araxina Takht.
27. Artemisia arborescens L.
28. Artemisia arbuscula Nutt.
29. Artemisia arctisibirica Korobkov
30. Artemisia arenaria DC.
31. Artemisia arenicola Krasch. ex Poljakov
32. Artemisia argentea L'Hér.
33. Artemisia argyi H.Lév. & Vaniot
34. Artemisia argyrophylla Ledeb.
35. Artemisia armeniaca Lam.
36. Artemisia aschurbajewi C.Winkl.
37. Artemisia assurgens Filatova
38. Artemisia atlantica Coss. & Durieu
39. Artemisia atrata Lam.
40. Artemisia atrovirens Hand.-Mazz.
41. Artemisia aucheri Boiss.
42. Artemisia aurata Kom.
43. Artemisia australis Less.
44. Artemisia austriaca Jacq.
45. Artemisia austrohimalayaensis Y.R.Ling & Puri
46. Artemisia austroyunnanensis Ling & Y.R.Ling
47. Artemisia avarica Minatul.
48. Artemisia badghysi Krasch. & Lincz. ex Poljakov
49. Artemisia baimaensis Y.R.Ling & Z.C.Chuo
50. Artemisia balchanorum Krasch.
51. Artemisia baldshuanica Krasch. & Zopr.
52. Artemisia banihalensis M.K.Kaul & S.K.Bakshi
53. Artemisia bargusinensis Spreng.
54. Artemisia barrelieri Besser
55. Artemisia bashkalensis Kursat & Civelek
56. Artemisia bejdemaniae Leonova
57. Artemisia bhutanica Grierson & Spring.
58. Artemisia bicolor Rech.f. & Wagenitz
59. Artemisia biennis Willd.
60. Artemisia bigelovii A.Gray
61. Artemisia blepharolepis Bunge
62. Artemisia borotalensis Poljakov
63. Artemisia brachyloba Franch.
64. Artemisia brachyphylla Kitam.
65. Artemisia brevifolia Wall. ex DC.
66. Artemisia caerulescens L.
67. Artemisia caespitosa Ledeb.
68. Artemisia californica Less.
69. Artemisia calophylla Pamp.
70. Artemisia campbellii Hook.f. & Thomson ex C.B.Clarke
71. Artemisia campestris L.
72. Artemisia cana Pursh
73. Artemisia capillaris Thunb.
74. Artemisia capitata (Nutt.) Sòn.Garcia, Garnatje, McArthur, Pellicer, S.C.Sand
75. Artemisia carruthii Alph.Wood ex J.H.Carruth
76. Artemisia caruifolia Buch.-Ham. ex Roxb.
77. Artemisia caruifolia Roxb.
78. Artemisia cashemirica M.K.Kaul & S.K.Bakshi
79. Artemisia chamaemelifolia Vill.
80. Artemisia chienshanica Ling & W.Wang
81. Artemisia chingii Pamp.
82. Artemisia chitralensis Podlech
83. Artemisia cina O.Berg
84. Artemisia ciniformis Krasch. & Popov ex Poljakov
85. Artemisia codringtonii Rech.f.
86. Artemisia comaiensis Ling & Y.R.Ling
87. Artemisia compacta Fisch. ex DC.
88. Artemisia conaensis Ling & Y.R.Ling
89. Artemisia congesta Kitam.
90. Artemisia constricta Sòn.Garcia, Garnatje, McArthur, Pellicer, S.C.Sand
91. Artemisia copa Phil.
92. Artemisia cuspidata Krasch.
93. Artemisia czekanowskiana Trautv.
94. Artemisia czukavinae Filatova
95. Artemisia daghestanica Krasch. & Poretzky
96. Artemisia dalai-lamae Krasch.
97. Artemisia davazamczii Darijma & Kamelin
98. Artemisia demissa Krasch.
99. Artemisia densiflora Viv.
100. Artemisia deserti Krasch.
101. Artemisia desertorum Spreng.
102. Artemisia deversa Diels
103. Artemisia diffusa Krasch. ex Poljakov
104. Artemisia dimoana Popov
105. Artemisia dipsacea Krasch.
106. Artemisia disjuncta Krasch.
107. Artemisia divaricata (Pamp.) Pamp.
108. Artemisia dolosa Krasch.
109. Artemisia domingensis Urb.
110. Artemisia douglasiana Besser
111. Artemisia dracunculus L.
112. Artemisia dubia Wall. ex Besser
113. Artemisia dubjanskyana Krasch. ex Poljakov
114. Artemisia dumosa Poljakov
115. Artemisia duthreuil-de-rhinsi Krasch.
116. Artemisia dzevanovskyi Leonova
117. Artemisia echegarayi Hieron.
118. Artemisia elongata Filatova & Ladygina
119. Artemisia emeiensis Y.R.Ling
120. Artemisia eranthema Bunge
121. Artemisia eremophila Krasch. & Butkov ex Poljakov
122. Artemisia eriocarpa Bunge
123. Artemisia eriocephala Pamp.
124. Artemisia eriopoda Bunge
125. Artemisia erlangshanensis Ling & Y.R.Ling
126. Artemisia fauriei Nakai
127. Artemisia fedorovii Rzazade
128. Artemisia fedtschenkoana Krasch.
129. Artemisia ferganensis Krasch. ex Poljakov
130. Artemisia filatovae Kupr.
131. Artemisia filifolia Torr.
132. Artemisia filiformilobulata Y.R.Ling & Puri
133. Artemisia finita Kitag.
134. Artemisia flaccida Hand.-Mazz.
135. Artemisia flahaultii Emb. & Maire
136. Artemisia forrestii W.W.Sm.
137. Artemisia fragrans Willd.
138. Artemisia franserioides Greene
139. Artemisia freitagii Podlech
140. Artemisia freyniana (Pamp.) Krasch.
141. Artemisia frigida Willd.
142. Artemisia fukudo Makino
143. Artemisia fulgens Pamp.
144. Artemisia fulvella Filatova & Ladygina
145. Artemisia furcata M.Bieb.
146. Artemisia galinae Ikonn.
147. Artemisia gansuensis Ling & Y.R.Ling
148. Artemisia genipi Stechm.
149. Artemisia ghazniensis Podlech
150. Artemisia ghoratensis Podlech
151. Artemisia gilvescens Miq.
152. Artemisia giraldii Pamp.
153. Artemisia glacialis L.
154. Artemisia glanduligera Krasch. ex Poljakov
155. Artemisia glauca Pall. ex Willd.
156. Artemisia glaucescens Krasch. & Iljin
157. Artemisia glaucina Krasch. ex Poljak.
158. Artemisia globosa Krasch.
159. Artemisia globosoides Ling & Y.R.Ling
160. Artemisia globularia Cham. ex Besser
161. Artemisia glomerata Ledeb.
162. Artemisia gmelinii Weber ex Stechm.
163. Artemisia gongshanensis Y.R.Ling & Humphries
164. Artemisia gorgonum Webb
165. Artemisia gracilescens Krasch. & Iljin
166. Artemisia granatensis Boiss.
167. Artemisia grandis Pamp.
168. Artemisia grenardii Franch.
169. Artemisia gurganica (Krasch.) Filatova
170. Artemisia gyangzeensis Ling & Y.R.Ling
171. Artemisia gyitangensis Ling & Y.R.Ling
172. Artemisia gypsacea Krasch., Popov & Lincz. ex Poljakov
173. Artemisia halodendron Turcz. ex Besser
174. Artemisia hancei (Pamp.) Ling & Y.R.Ling
175. Artemisia haussknechtii Boiss.
176. Artemisia hedinii Ostenf.
177. Artemisia heptapotamica Poljakov
178. Artemisia herba-alba Asso
179. Artemisia hippolyti A.Butkov
180. Artemisia hololeuca M.Bieb. ex Besser
181. Artemisia huguetii Caball.
182. Artemisia ifranensis J.Didier
183. Artemisia igniaria Maxim.
184. Artemisia implicata T.G.Leonova
185. Artemisia imponens Pamp.
186. Artemisia inaequifolia Sòn.Garcia, Garnatje, McArthur, Pellicer, S.C.Sand
187. Artemisia incana Druce
188. Artemisia incisa Pamp.
189. Artemisia inculta Sieber ex DC.
190. Artemisia indica Willd.
191. Artemisia insipida Vill.
192. Artemisia insularis Kitam.
193. Artemisia integrifolia L.
194. Artemisia issykkulensis Poljakov
195. Artemisia jacutica Drobow
196. Artemisia japonica Thunb.
197. Artemisia jilongensis Y.R.Ling & Humphries
198. Artemisia jordanica Danin
199. Artemisia judaica L.
200. Artemisia juncea Kar. & Kir.
201. Artemisia kanashiroi Kitam.
202. Artemisia kandaharensis Podlech
203. Artemisia kangmarensis Ling & Y.R.Ling
204. Artemisia karatavica Krasch. & Abolin ex Poljakov
205. Artemisia karavajevii Leonova
206. Artemisia kasakorum (Krasch.) Pavlov
207. Artemisia kaschgarica Krasch.
208. Artemisia kauaiensis (Skottsb.) Skottsb.
209. Artemisia kawakamii Hayata
210. Artemisia keiskeana Miq.
211. Artemisia kermanensis Podlech
212. Artemisia kitadakensis Hara & Kitam.
213. Artemisia klementzae Krasch.
214. Artemisia klotzschiana Besser
215. Artemisia knorringiana Krasch.
216. Artemisia kochiiformis Krasch. & Lincz. ex Poljakov
217. Artemisia koidzumii Nakai
218. Artemisia kopetdaghensis Krasch., Popov & Lincz. ex Poljakov
219. Artemisia korovinii Poljakov
220. Artemisia korshinskyi Krasch. ex Poljakov
221. Artemisia kotuchovii Kupr.
222. Artemisia kruhsiana Besser
223. Artemisia kurramensis Qazilb.
224. Artemisia kuschakewiczii C.Winkl.
225. Artemisia laciniata Willd.
226. Artemisia lactiflora Wall. ex DC.
227. Artemisia lagocephala (Fisch. ex Bess.) DC.
228. Artemisia lagopus Fisch. ex Besser
229. Artemisia lancea Vaniot
230. Artemisia latifolia Ledeb.
231. Artemisia ledebouriana Besser
232. Artemisia lehmanniana Bunge
233. Artemisia lercheana Weber ex Stechm.
234. Artemisia lessingiana Besser
235. Artemisia leucodes Schrenk
236. Artemisia leucophylla C.B.Clarke
237. Artemisia leucotricha Krasch. ex Ladygina
238. Artemisia limosa Koidz.
239. Artemisia lingyeouruennii L.M.Shultz & Boufford
240. Artemisia lipskyi Poljakov
241. Artemisia littoricola Kitam.
242. Artemisia longifolia Nutt.
243. Artemisia lucentica O.Bolòs, Vallès & Vigo
244. Artemisia ludoviciana Nutt.
245. Artemisia macilenta (Maxim.) Krasch.
246. Artemisia macrantha Ledeb.
247. Artemisia macrocephala Jacquem. ex Besser
248. Artemisia macrorhiza Turcz.
249. Artemisia macrosciadia Poljakov
250. Artemisia magellanica Sch.Bip.
251. Artemisia mairei H.Lév.
252. Artemisia manshurica (Kom.) Kom.
253. Artemisia maritima L.
254. Artemisia marschalliana Spreng.
255. Artemisia martirensis (Wiggins) C.R.Hobbs & B.G.Baldwin
256. Artemisia mattfeldii Pamp.
257. Artemisia mauiensis Skottsb.
258. Artemisia maximovicziana Krasch. ex Poljakov
259. Artemisia medioxima Krasch. ex Poljakov
260. Artemisia melanolepis Boiss.
261. Artemisia mendozana DC.
262. Artemisia mesatlantica Maire
263. Artemisia michauxiana Besser
264. Artemisia minor Jacquem. ex Besser
265. Artemisia mogoltavica Poljakov
266. Artemisia molinieri Quézel, Barbero & R.J.Loisel
267. Artemisia mongolica (Fisch. ex Besser) Nakai
268. Artemisia mongolorum Krasch.
269. Artemisia monophylla Kitam.
270. Artemisia monosperma Delile
271. Artemisia montana Pamp.
272. Artemisia moorcroftiana
273. Artemisia morrisonensis Hayata
274. Artemisia mucronulata Poljakov
275. Artemisia mustangensis Yonek.
276. Artemisia myriantha Wall. ex Besser
277. Artemisia nakaii Pamp.
278. Artemisia namanganica Poljakov
279. Artemisia nanschanica Krasch.
280. Artemisia negrei A.Ouyahya
281. Artemisia nepalensis Nees
282. Artemisia nepalica Yonek.
283. Artemisia nesiotica P.H.Raven
284. Artemisia nigricans Filatova & Ladygina
285. Artemisia niitakayamensis Hayata
286. Artemisia nilagirica (C.B.Clarke) Pamp.
287. Artemisia nitida Bertol.
288. Artemisia nitrosa Weber ex Stechm.
289. Artemisia nivalis Braun-Blanq.
290. Artemisia nortonii Pamp.
291. Artemisia norvegica Fr.
292. Artemisia nova A.Nelson
293. Artemisia nujianensis (Ling & Y.R.Ling) Y.R.Ling
294. Artemisia nutans Willd.
295. Artemisia nuttallii (Torr. & A.Gray) Mosyakin, L.M.Shultz & G.V.Boiko
296. Artemisia obtusiloba Ledeb.
297. Artemisia occidentalisichuanensis Y.R.Ling & S.Y.Zhao
298. Artemisia occidentalisinensis Y.R.Ling
299. Artemisia oelandica (Besser) Krasch.
300. Artemisia olchonensis Leonova
301. Artemisia oligocarpa Hayata
302. Artemisia oliveriana J.Gay ex Besser
303. Artemisia oranensis Deb. ex Filatova
304. Artemisia ordosica Krasch.
305. Artemisia orientalihengduangensis Ling & Y.R.Ling
306. Artemisia orientalixizangensis Y.R.Ling & Humphries
307. Artemisia orientaliyunnanensis Y.R.Ling
308. Artemisia oxycephala Kitag.
309. Artemisia packardiae J.W.Grimes & Ertter
310. Artemisia pallens Wall. ex DC.
311. Artemisia palmeri A.Gray
312. Artemisia palustris L.
313. Artemisia pancicii Ronniger ex Danihelka & Marhold
314. Artemisia pannosa Krasch.
315. Artemisia papposa S.F.Blake & Cronquist
316. Artemisia parviflora Buch.-Ham. ex Roxb.
317. Artemisia pauciflora Weber ex Stechmann
318. Artemisia pedatifida Nutt.
319. Artemisia pedemontana Balb.
320. Artemisia pedunculosa Miq.
321. Artemisia pengchuoensis Y.R.Ling & S.Y.Zhao
322. Artemisia persica Boiss.
323. Artemisia pewzowi C.Winkl.
324. Artemisia phaeolepis Krasch.
325. Artemisia phyllobotrys (Hand.-Mazz.) Ling & Y.R.Ling
326. Artemisia pineticola Kupr.
327. Artemisia polybotryoidea Y.R.Ling
328. Artemisia pontica L.
329. Artemisia porrecta Krasch. ex Poljakov
330. Artemisia porteri Cronquist
331. Artemisia potentilloides A.Gray
332. Artemisia prattii (Pamp.) Ling & Y.R.Ling
333. Artemisia princeps Pamp.
334. Artemisia pringlei Greenm.
335. Artemisia prolixa Krasch. ex Poljakov
336. Artemisia przewalskii Krasch.
337. Artemisia pubescens Ledeb.
338. Artemisia punctigera Krasch. ex Poljakov
339. Artemisia pycnocephala DC.
340. Artemisia pycnorrhiza Ledeb.
341. Artemisia pygmaea A.Gray
342. Artemisia qinlingensis Ling & Y.R.Ling
343. Artemisia quettensis Podlech
344. Artemisia quinqueloba Trautv.
345. Artemisia radicans Kupr.
346. Artemisia ramosa C.Sm. ex Link
347. Artemisia remosa Sugaw.
348. Artemisia remotiloba Krasch. ex Poljakov
349. Artemisia reptans C.Sm.
350. Artemisia rhodantha Rupr.
351. Artemisia richardsoniana Besser
352. Artemisia rigida (Nutt.) A.Gray
353. Artemisia robusta (Pamp.) Ling & Y.R.Ling
354. Artemisia rosthornii Pamp.
355. Artemisia rothrockii A.Gray
356. Artemisia roxburghiana Besser
357. Artemisia rubripes Nakai
358. Artemisia rupestris L.
359. Artemisia ruthiae (A.H.Holmgren, L.M.Shultz & Lowrey) Sòn.Garcia, Garnatje, McArthur, Pellicer, S.C.Sand
360. Artemisia rutifolia Steph. ex Spreng.
361. Artemisia saharae Pomel
362. Artemisia saissanica (Krasch.) Filatova
363. Artemisia saitoana Kitam.
364. Artemisia salsoloides Willd.
365. Artemisia samoiedorum Pamp.
366. Artemisia santonicum L.
367. Artemisia saposhnikovii Krasch. ex Poljakov
368. Artemisia schimperi Sch.Bip. ex Schweinf.
369. Artemisia schmidtiana Maxim.
370. Artemisia schrenkiana Ledeb.
371. Artemisia scoparia Waldst. & Kit.
372. Artemisia scopiformis Ledeb.
373. Artemisia scopulorum A.Gray
374. Artemisia scotina Nevski
375. Artemisia selengensis Turcz. ex Besser
376. Artemisia semiarida (Krasch. & Lavrenko) Filatova
377. Artemisia senjavinensis Bess
378. Artemisia sericea Weber ex Stechm.
379. Artemisia serrata Nutt.
380. Artemisia shangnanensis Ling & Y.R.Ling
381. Artemisia shennongjiaensis Ling & Y.R.Ling
382. Artemisia shikotaensis Kitam.
383. Artemisia sichuanensis Ling & Y.R.Ling
384. Artemisia sieberi Besser
385. Artemisia sieversiana Ehrh. ex Willd.
386. Artemisia simplex (A.Nelson) Sòn.Garcia, Garnatje, McArthur, Pellicer, S.C.Sand
387. Artemisia simulans Pamp.
388. Artemisia sinanensis Y.Yabe
389. Artemisia sinensis (Pamp.) Ling & Y.R.Ling
390. Artemisia skorniakovii C.Winkl.
391. Artemisia smithii Mattf.
392. Artemisia sodiroi Hieron.
393. Artemisia somae Hayata
394. Artemisia soongarica Schrenk
395. Artemisia speciosa (Pamp.) Ling & Y.R.Ling
396. Artemisia sphaerocephala Krasch.
397. Artemisia spiciformis Osterh.
398. Artemisia spicigera K.Koch
399. Artemisia spinescens D.C.Eaton
400. Artemisia splendens Willd.
401. Artemisia stechmanniana Besser
402. Artemisia stelleriana Besser
403. Artemisia stenocephala Krasch. ex Poljakov
404. Artemisia stipularis Urb. & Ekman
405. Artemisia stracheyi Hook.f. & Thomson ex C.B.Clarke
406. Artemisia stricta Edgew.
407. Artemisia subarctica Krasch.
408. Artemisia subchrysolepis Filatova
409. Artemisia sublessingiana Krasch. ex Poljakov
410. Artemisia subsalsa Filatova
411. Artemisia subulata Nakai
412. Artemisia succulenta Ledeb.
413. Artemisia succulentoides Ling & Y.R.Ling
414. Artemisia suksdorfii Piper
415. Artemisia swatensis Podlech
416. Artemisia sylvatica Maxim.
417. Artemisia tafelii Mattf.
418. Artemisia taibaishanensis Y.R.Ling & Humphries
419. Artemisia tainingensis Hand.-Mazz.
420. Artemisia tanacetifolia L.
421. Artemisia tangutica Pamp.
422. Artemisia taurica Willd.
423. Artemisia tecti-mundi Podlech
424. Artemisia tenuisecta Nevski
425. Artemisia terrae-albae Krasch.
426. Artemisia thellungiana Pamp.
427. Artemisia thomsoniana (C.B.Clarke) Filatova
428. Artemisia thuscula Cav.
429. Artemisia tianschanica Krasch. ex Poljakov
430. Artemisia tilesii Ledeb.
431. Artemisia tilhoana Quézel
432. Artemisia tomentella Trautv.
433. Artemisia transbaicalensis Leonova
434. Artemisia transiliensis Poljakov
435. Artemisia trautvetteriana Besser
436. Artemisia tridactyla Hand.-Mazz.
437. Artemisia tridentata Nutt.
438. Artemisia tripartita Rydb.
439. Artemisia tsugitakaensis (Kitam.) Ling & Y.R.Ling
440. Artemisia tukuchaensis Kitam.
441. Artemisia turanica Krasch.
442. Artemisia turcomanica Gand.
443. Artemisia umbelliformis Lam.
444. Artemisia umbrosa (Besser) Turcz. ex Verl.
445. Artemisia vachanica Krasch. ex Poljakov
446. Artemisia valentina Lam.
447. Artemisia valida Krasch. ex Poljakov
448. Artemisia vallesiaca All.
449. Artemisia velutina Pamp.
450. Artemisia verbenacea (Kom.) Kitag.
451. Artemisia verlotiorum Lamotte
452. Artemisia vestita Wall. ex Besser
453. Artemisia vexans Pamp.
454. Artemisia viridisquama Kitam.
455. Artemisia viridissima Pamp.
456. Artemisia viscida Pamp.
457. Artemisia viscidissima Ling & Y.R.Ling
458. Artemisia vulgaris L.
459. Artemisia waltonii J.R.Drumm. ex Pamp.
460. Artemisia woodii (Neilson) C.W.Riggins
461. Artemisia wudanica Liou & W.Wang
462. Artemisia × wurzellii C.M.James & Stace
463. Artemisia xanthochroa Krasch.
464. Artemisia xerophytica Krasch.
465. Artemisia xigazeensis Y.R.Ling & M.G.Gilbert
466. Artemisia yadongensis Ling & Y.R.Ling
467. Artemisia yongii Y.R.Ling
468. Artemisia younghusbandii J.R.Drumm. ex Pamp.
469. Artemisia yunnanensis Jeffrey
470. Artemisia zayuensis Ling & Y.R.Ling
471. Artemisia zhongdianensis Y.R.Ling

## Sinonimi
- Oligosporus Cass.
- Artemisiastrum Rydb.
- Chamartemisia Rydb.
- Artanacetum (Rzazade) Rzazade
- Absinthium Mill.
- Abrotanum Mill.
- Draconia Heist. ex Fabr.
- Artemisia subg. Seriphidium Less.
- Hydrophytum Eschw.
- Seriphidium (Besser ex Less.) Fourr.
- Dracunculus Ruppr. ex Ledeb.

## Popis vrsta
- Vidi

## Vanjske poveznice
|  | Zajednički poslužitelj ima još gradiva o temi Artemisia |
|  | Wikivrste imaju podatke o taksonu Artemisia             |